# Uwe Harten
Uwe Harten (* 16. August 1944 in Ehrhorn) ist ein deutscher Musikwissenschaftler, der in Österreich wirkt.

## Leben
Harten wuchs in Hamburg auf, wo er als Knabensopran an der Staatsoper Kinderrollen übernahm. In Hamburg begann er auch sein Studium der Musikwissenschaft und Kunstgeschichte, das er in Wien bei Erich Schenk fortsetzte. Mit seiner Studie über den Wiener Schumann-Verehrer Carl Debrois van Bruyck wurde er promoviert.
Anschließend war er dramaturgischer Mitarbeiter an der Wiener Kammeroper. Darüber hinaus assistierte er Anthony van Hoboken bei der Erstellung von dessen Werkverzeichnis von Joseph Haydn.
Seit 1972 wirkt er als Mitarbeiter bzw. Mitglied der Kommission für Musikforschung an der Österreichischen Akademie der Wissenschaften. Ab 1974 war er Sekretär bzw. Präsidiumsmitglied der Gesellschaft zur Herausgabe von Denkmälern der Tonkunst in Österreich.
Außerdem war Harten als Mitarbeiter am Anton Bruckner Institut Linz seit dessen Gründung 1978 tätig, von 1988 bis 2000 war er auch dessen stellvertretender wissenschaftlicher Leiter und beteiligte sich zwischen 1977 und 2000 an der Organisation der Bruckner-Symposien in Linz. Uwe Harten ist außerdem Präsident der Hans-Rott-Gesellschaft.

## Trivia
Harten lebt seit 1964 in Wien und ist verheiratet mit der Musikwissenschaftlerin Christa Harten geb. Flamm.

## Veröffentlichungen (Auswahl)
- (als Projektleiter und Hrsg.): Anton Bruckner. Ein Handbuch. Residenz-Verlag, Salzburg-Wien 1996, ISBN 3-7017-1030-9.
- (als Hrsg.): Hans Rott (1858–1884). Biographie, Briefe, Aufzeichnungen und Dokumente aus dem Nachlaß von Maja Loehr (1888–1964). Verlag der Österreichischen Akademie der Wissenschaften, Wien 2000, ISBN 3-7001-2943-2.
- Max Kalbeck zum 150. Geburtstag: Skizzen einer Persönlichkeit. Hans Schneider, Tutzing 2007, ISBN 3-7952-1236-7.
- mit Johannes Volker Schmidt (als Hrsg.): „Die Sache, für die mein Leben einsteht“. Studien zu Leben und Werk des Wiener Komponisten Hans Rott. Olms Verlag, Hildesheim 2014, ISBN 978-3-487-15160-1.